# BirdLife International
BirdLife International és l'organització no governamental més gran del món dedicada a la conservació dels ocells i dels seus hàbitats, però també a la biodiversitat global per una sostenibilitat en l'ús dels recursos naturals.
BirdLife International es va registrar oficialment l'any 1994. BirdLife és una associació global d'associacions no governamentals ambientals i independents, creada per lluitar contra les amenaces a la natura i els seus impactes potencials, tant en la vida salvatge com en les persones. La missió compartida de l'Associació és conservar els ocells, els seus hàbitats i la biodiversitat global, treballant amb la gent cap a la sostenibilitat en l'ús dels recursos naturals.
Compta amb més de 2,5 milions de membres de la 116 organitzacions associades de països, inclosa la Reial Societat per a la Protecció de les Aus, la Societat d'ocells salvatges del Japó, la National Audubon Society i American Bird Conservancy.
BirdLife International ha identificat 13.000 àrees importants per a la conservació de les aus i és l'autoritat oficial de la Unió Internacional per a la Conservació de la Natura de la Llista vermella per a les aus. A partir del 2015, BirdLife International ha establert que 1.375 espècies d'ocells (el 13% del total) estan amenaçades d'extinció (En perill crític, en perill d'extinció o en un estat considerat com a vulnerable).
BirdLife International publica una revista trimestral, BirdLife: The Magazine, que conté notícies recents i articles autoritzats sobre les aus i la seva conservació.

## Associacions BirdLife
En xarxa amb 120 associacions, BirdLife International treballa amb les comunitats locals per trobar solucions innovadores a les amenaces ambientals. L'estratègia global compartida es desenvolupa "de baix a dalt" i darrerament ha donat suport directe per l'assoliment dels 20 objectius de biodiversitat d'Aichi per a l'any 2020.
Les associacions integrades a BirdLife han fet pressions amb èxit per a l'establiment d'àrees protegides que cobreixen milions d'hectàrees i en conjunt gestionen més d'un milió d'hectàrees d'hàbitats naturals.

## Oficines regionals
L'Associació està coordinada i recolzada per assolir la seva missió compartida per una Secretaria global descentralitzada a Cambridge (Regne Unit) i sis, petites secretaries regionals amb seu a l'Equador, Bèlgica, Kenya, Jordània, Singapur i Fiji.
Amb oficines regionals a les ciutats d'Accra, Amman, Brussel·les, Cambridge, Dakar, Nairobi, Singapur, Suva, Tòquio i Quito, Compta amb més de 13 milions de membres i simpatitzants individuals.
Té més de 4.000 persones treballant amb aquest objectiu i més de 2.500.000 de socis. BirdLife col·labora en programes a nivell regional en més de 100 països de tots els continents.
A Espanya és coneguda com a Societat Espanyola d'Ornitologia amb les sigles SEO/BirdLife i compta amb una delegació a Catalunya.

## Temes centrals
BirdLife International organitza un treball estratègic en les següents principals àrees de treball, enllaçant ocells, hàbitats, natura i persones.
- Espècies: Compromís a defensar el futur a llarg termini de totes les espècies d'ocells, exercint com a autoritat mundial sobre el seu estat i conservació mitjançant el manteniment de la Llista Vermella de la UICN per a les aus.
- Llocs: Per protegir els ocells, cal protegir els llocs on viuen i els llocs per on viatgen. Amb aquest objectiu s'han dentificat, documentat i conservat més de 13.000 àrees importants de biodiversitat i aus (IBA), que formen el nucli més petit d'una xarxa més àmplia d'àrees clau per a la biodiversitat (KBA).
- Societat: Actuar per tal d'implicar, educar i mobilitzar les persones per encoratjar-los i donar-los suport per defensar de la natura. L'associació aposta per una societat justa i equitativa on es reconegui que la natura és fonamental per al benestar humà.
- Sistemes: A la Terra hi ha un conjunt específic de sistemes causats pels humans que estan impulsant la ràpida destrucció de la natura. BirdLife treballa per a canviar aquests sistemes per altres de millors, on hi guanyin tant les persones com la natura.[13]

## Història
Birdlife International va ser fundada el 20 de juny de l'any 1922 per l'ornitòleg nord-americà Thomas Gilbert Pearson i el francès Jean Théodore Delacour com a Consell Internacional per a la Preservació d'Ocells de l'ICBP. Aquest grup de pressió va caure en desús després de la Segona Guerra Mundial i va tornar a activar-se l'any 1983 amb el nomenament d'un director professional, i el 1993 va canviar el seu nom per l'actual.
Les persones que es van reunir aquell dia incloïen el Dr. T. Gilbert Pearson, cofundador i president de l'Associació Nacional de Societats Audubon (ara National Audubon als EUA); Frank E. Lemon, secretari honorari de la Royal Society for the Protection of Birds (RSPB, ara BirdLife al Regne Unit); Jean Delacour, president de la Ligue pour la Protection des Oiseaux (LPO, ara BirdLife a França); i PG Van Tienhoven i el Dr. A. Burdet dels Països Baixos.
Les primeres preocupacions de l'organització, que segueixen sent centrals en l'actualitat, incloïen la protecció de les aus migratòries, la identificació i protecció de les zones on es congreguen en gran nombre els ocells i els llocs més d'importància vital per a les aus amenaçades.
L'ICBP va ser responsable dins de la UICN (que va ajudar a cofundar) de recopilar dades sobre les aus amenaçades del món al Llibre Vermell de Dades per a Ocells (1966). Avui, la seva successora, la Llista Vermella de la UICN per a les aus té un efecte profund en l'agenda global de conservació. L'ICBP també va ser fonamental en la promoció de la Convenció sobre la Conservació de les Espècies Migratòries i les directives europees sobre aus i hàbitats salvatges.
Però l'estructura de l'ICBP com a "federació de federacions" va resultar massa feixuga per a unificar les campanyes de conservació. Calia una nova visió: això va portar a la transició de l'ICBP a la BirdLife Partnership el març de 1993. El nou model era tenir una única associació BirdLife en tants països i territoris com fos possible arreu del món.